# Tour Down Under 2018
20. ročník etapového cyklistického závodu Tour Down Under se konal mezi 16. a 21. lednem 2018 v Adelaide a okolí v Austrálii. Celkovým vítězem se stal Jihoafričan Daryl Impey z týmu Mitchelton–Scott. Na druhém a třetím místě se umístili Australan Richie Porte (BMC Racing Team) a Nizozemec Tom-Jelte Slagter (Team Dimension Data). Závod byl součástí UCI World Tour 2018 na úrovni 2.UWT a byl prvním závodem tohoto seriálu.

## Týmy
Závodu se zúčastnilo všech 18 UCI WorldTeamů a australský národní tým, jenž přijel na divokou kartu. Všechny týmy přijely se sedmi jezdci, kromě týmů Lotto–Soudal a Team Sky s šesti jezdci, neboť Bjorg Lambrecht (Lotto–Soudal) byl stažen ze závodu ještě před startem kvůli chybě v antidopingových procedurách UCI a Kristoffer Halvorsen (Team Sky) si zlomil ruku v závěru People's Choice Classic. Celkem se tak na start postavilo 131 závodníků. Do cíle v Adelaide dojelo 125 z nich.
UCI WorldTeamy
- AG2R La Mondiale
- Astana
- Bahrain–Merida
- BMC Racing Team
- Bora–Hansgrohe
- EF Education First–Drapac p/b Cannondale
- FDJ
- Lotto–Soudal
- LottoNL–Jumbo
- Mitchelton–Scott
- Movistar Team
- Quick-Step Floors
- Team Dimension Data
- Team Katusha–Alpecin
- Team Sky
- Team Sunweb
- Trek–Segafredo
- UAE Team Emirates

Národní týmy
- UniSA–Australia

## Trasa a etapy
| Etapa         | Datum         | Trasa                        | Vzdálenost | Typ      | Typ                 | Vítěz               |
| ------------- | ------------- | ---------------------------- | ---------- | -------- | ------------------- | ------------------- |
| 1             | 16. ledna     | Port Adelaide – Lyndoch      | 145 km     |          | Rovinatá etapa      | André Greipel (GER) |
| 2             | 17. ledna     | Unley – Stirling             | 148,6 km   |          | Zvlněná etapa       | Caleb Ewan (AUS)    |
| 3             | 18. ledna     | Glenelg – Victor Harbor      | 120,5 km   |          | Rovinatá etapa      | Elia Viviani (ITA)  |
| 4             | 19. ledna     | Norwood – Uraidla            | 128,2 km   |          | Zvlněná etapa       | Peter Sagan (SVK)   |
| 5             | 20. ledna     | McLaren Vale – Willunga Hill | 151,5 km   |          | Středně těžká etapa | Richie Porte (AUS)  |
| 6             | 21. ledna     | Adelaide                     | 90 km      |          | Rovinatá etapa      | André Greipel (GER) |
| Celková délka | Celková délka | Celková délka                | 783,8 km   | 783,8 km | 783,8 km            | 783,8 km            |

## Průběžné pořadí
| Etapa          | Vítěz          | Celkové pořadí | Vrchařská soutěž | Sprinterská soutěž | Soutěž mladých jezdců | Soutěž týmů    | Cena bojovnosti |
| -------------- | -------------- | -------------- | ---------------- | ------------------ | --------------------- | -------------- | --------------- |
| 1              | André Greipel  | André Greipel  | Nicholas Dlamini | André Greipel      | Caleb Ewan            | Bora–Hansgrohe | Will Clarke     |
| 2              | Caleb Ewan     | Caleb Ewan     | Nicholas Dlamini | Caleb Ewan         | Caleb Ewan            | Bahrain–Merida | Jaime Castrillo |
| 3              | Elia Viviani   | Caleb Ewan     | Nicholas Dlamini | Caleb Ewan         | Caleb Ewan            | Bahrain–Merida | Scott Bowden    |
| 4              | Peter Sagan    | Peter Sagan    | Nicholas Dlamini | Peter Sagan        | Egan Bernal           | Bahrain–Merida | Zak Dempster    |
| 5              | Richie Porte   | Daryl Impey    | Nicholas Dlamini | Peter Sagan        | Egan Bernal           | Bahrain–Merida | Thomas De Gendt |
| 6              | André Greipel  | Daryl Impey    | Nicholas Dlamini | Peter Sagan        | Egan Bernal           | Bahrain–Merida | Logan Owen      |
| Konečné pořadí | Konečné pořadí | Daryl Impey    | Nicholas Dlamini | Peter Sagan        | Egan Bernal           | Bahrain–Merida | neuděleno       |

## Konečné pořadí
| Legenda | Legenda                            | Legenda | Legenda                               |
| ------- | ---------------------------------- | ------- | ------------------------------------- |
|         | Označuje lídra celkového pořadí    |         | Označuje lídra soutěže mladých jezdců |
|         | Označuje lídra sprinterské soutěže |         | Označuje lídra vrchařské soutěže      |

### Celkové pořadí
| Pořadí | Jezdec                  | Tým                 | Čas         |
| ------ | ----------------------- | ------------------- | ----------- |
| 1      | Daryl Impey (RSA)       | Mitchelton–Scott    | 20h 03' 34" |
| 2      | Richie Porte (AUS)      | BMC Racing Team     | + 0"        |
| 3      | Tom-Jelte Slagter (NED) | Team Dimension Data | + 16"       |
| 4      | Diego Ulissi (ITA)      | UAE Team Emirates   | + 20"       |
| 5      | Dries Devenyns (BEL)    | Quick-Step Floors   | + 20"       |
| 6      | Egan Bernal (COL)       | Team Sky            | + 20"       |
| 7      | Gorka Izagirre (ESP)    | Bahrain–Merida      | + 20"       |
| 8      | Luis León Sánchez (ESP) | Astana              | + 23"       |
| 9      | Ruben Guerreiro (POR)   | Trek–Segafredo      | + 23"       |
| 10     | Robert Gesink (NED)     | LottoNL–Jumbo       | + 24"       |

### Sprinterská soutěž
| Pořadí | Jezdec                | Tým                  | Čas |
| ------ | --------------------- | -------------------- | --- |
| 1      | Peter Sagan (SVK)     | Bora–Hansgrohe       | 64  |
| 2      | Caleb Ewan (AUS)      | Mitchelton–Scott     | 56  |
| 3      | Elia Viviani (ITA)    | Quick-Step Floors    | 52  |
| 4      | Daryl Impey (RSA)     | Mitchelton–Scott     | 42  |
| 5      | Phil Bauhaus (GER)    | Team Sunweb          | 36  |
| 6      | Jay McCarthy (AUS)    | Bora–Hansgrohe       | 32  |
| 7      | Simone Consonni (ITA) | UAE Team Emirates    | 32  |
| 8      | André Greipel (GER)   | Lotto–Soudal         | 30  |
| 9      | Dries Devenyns (BEL)  | Quick-Step Floors    | 29  |
| 10     | Nathan Haas (AUS)     | Team Katusha–Alpecin | 25  |

### Vrchařská soutěž
| Pořadí | Jezdec                  | Tým                                      | Body |
| ------ | ----------------------- | ---------------------------------------- | ---- |
| 1      | Nicholas Dlamini (RSA)  | Team Dimension Data                      | 48   |
| 2      | Richie Porte (AUS)      | BMC Racing Team                          | 36   |
| 3      | Scott Bowden (AUS)      | UniSA–Australia                          | 26   |
| 4      | Thomas De Gendt (BEL)   | Lotto–Soudal                             | 17   |
| 5      | Simon Gerrans (AUS)     | BMC Racing Team                          | 16   |
| 6      | Daryl Impey (RSA)       | Mitchelton–Scott                         | 12   |
| 7      | Will Clarke (AUS)       | EF Education First–Drapac p/b Cannondale | 12   |
| 8      | Tom-Jelte Slagter (NED) | Team Dimension Data                      | 8    |
| 9      | Gorka Izagirre (ESP)    | Bahrain–Merida                           | 8    |
| 10     | Brendan Canty (AUS)     | EF Education First–Drapac p/b Cannondale | 8    |

### Soutěž mladých jezdců
| Pořadí | Jezdec                | Tým                 | Čas         |
| ------ | --------------------- | ------------------- | ----------- |
| 1      | Egan Bernal (COL)     | Team Sky            | 20h 03' 54" |
| 2      | Ruben Guerreiro (POR) | Trek–Segafredo      | + 3"        |
| 3      | Pierre Latour (FRA)   | AG2R La Mondiale    | + 4"        |
| 4      | Sam Oomen (NED)       | Team Sunweb         | + 4"        |
| 5      | Chris Hamilton (AUS)  | Team Sunweb         | + 4"        |
| 6      | Enric Mas (ESP)       | Quick-Step Floors   | + 4"        |
| 7      | Ben O'Connor (AUS)    | Team Dimension Data | + 6"        |
| 8      | Scott Davies (GBR)    | Team Dimension Data | + 26"       |
| 9      | Marc Soler (ESP)      | Movistar Team       | + 2' 49"    |
| 10     | Niklas Eg (DEN)       | Trek–Segafredo      | + 5' 04"    |

### Soutěž týmů
| Pořadí | Tým                                      | Čas         |
| ------ | ---------------------------------------- | ----------- |
| 1      | Bahrain–Merida                           | 60h 11' 50" |
| 2      | Team Dimension Data                      | + 26"       |
| 3      | Quick-Step Floors                        | + 1' 04"    |
| 4      | Team Sunweb                              | + 1' 06"    |
| 5      | AG2R La Mondiale                         | + 5' 36"    |
| 6      | EF Education First–Drapac p/b Cannondale | + 5' 37"    |
| 7      | Trek–Segafredo                           | + 6' 37"    |
| 8      | UAE Team Emirates                        | + 7' 20"    |
| 9      | BMC Racing Team                          | + 7' 36"    |
| 10     | LottoNL–Jumbo                            | + 10' 37"   |